# Synelasma baramensis
Synelasma baramensis är en skalbaggsart som beskrevs av Lucas Friedrich Julius Dominikus von Heyden 1897. Synelasma baramensis ingår i släktet Synelasma och familjen långhorningar. Inga underarter finns listade i Catalogue of Life.